# Glenea grandis
Glenea grandis là một loài bọ cánh cứng trong họ Cerambycidae.